# تالالار
تالالار (به لاتین: Talalar) یک منطقه مسکونی در جمهوری آذربایجان است که در شهرستان بالاکن واقع شده است. تالالار ۵۰۲۸ نفر جمعیت دارد.